# Museo Napoleónico (La Habana)
El Museo Napoleónico es un establecimiento situado en La Habana (Cuba) que presenta una variada colección de objetos que pertenecieron al emperador francés Napoléon Bonaparte o que tuvieron que ver con el mismo.  
Fue inaugurado el 1 de diciembre de 1961 cuando, después del triunfo de la Revolución cubana, el régimen encabezado por Fidel Castro procedió a incautar todas las propiedades y posesiones de valor que se encontraban en la isla; entre los afectados se encontraba el hacendado Julio Lobo Olavarría, magnate que obtuvo su fortuna gracias a la explotación de la caña de azúcar y que había reunido una colección de objetos relacionados con Napoléon adquiridos en la primera mitad del siglo XX.

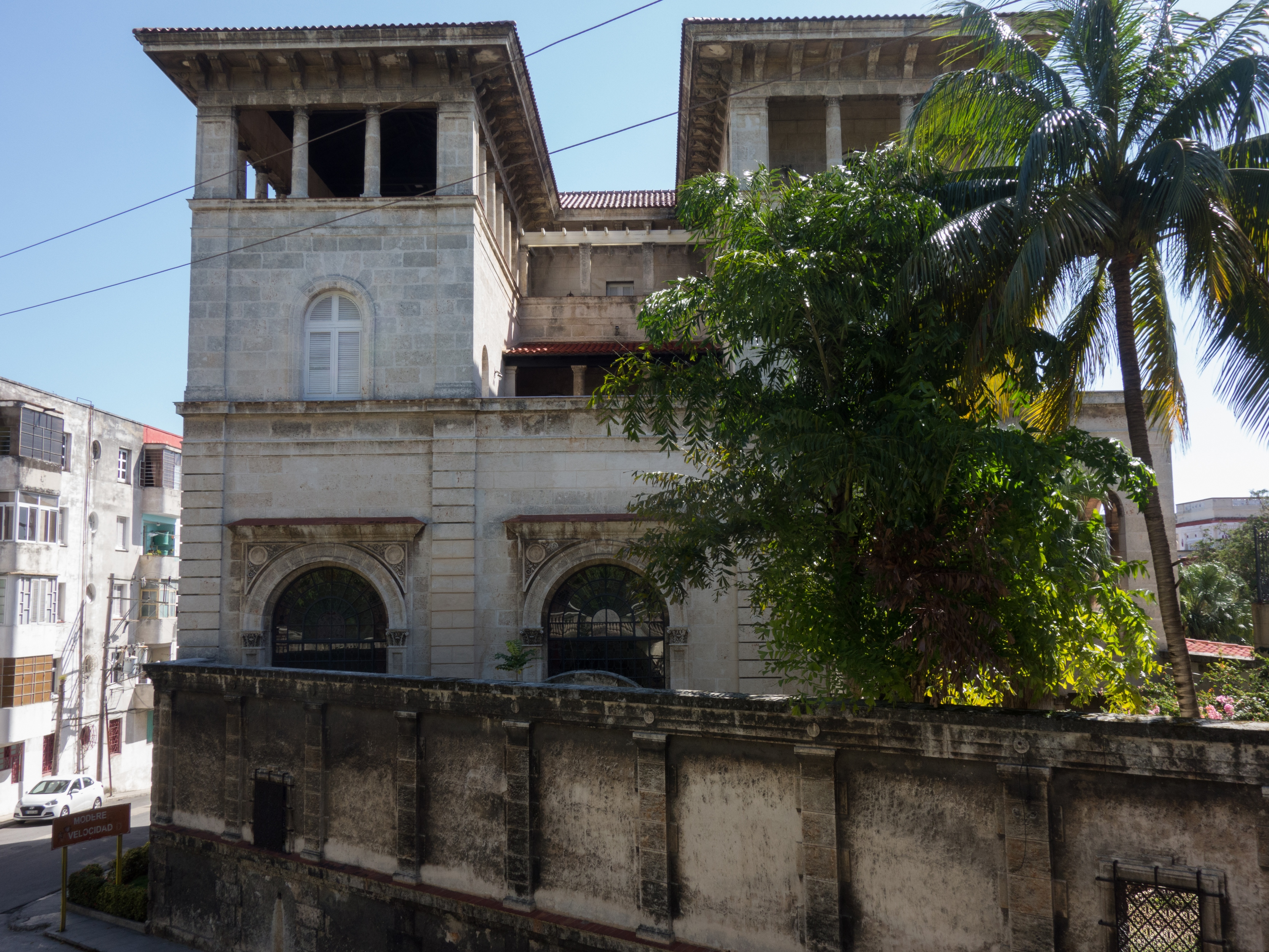
Museo Napoleónico

Entre las 8 000 obras que posee el museo, las cuales son casi todas de primera, se encuentran cuadros, esculturas, trajes, muebles de estilo, armamento, equipo militar, grabados, objetos históricos y valiosos libros escritos en español, francés e inglés.  
El edificio donde se encuentra erigido el museo es una imitación de un palacio renacentista florentino del siglo XVI, que fue propiedad del político ítalo-cubano Orestes Ferrara. Está ubicado en el extremo lateral izquierdo de la Universidad de La Habana.
The Collection of the Museo Napoleonico Havana, Cuba fue publicada en 2021 por Luke Dalla Bona. Es el resultado de casi 10 años de investigaciones e investigaciones con autorización de la Oficina del Historiador de la Ciudad de La Habana. Este libro exhaustivamente investigado incluye información histórica sobre los orígenes de la colección, el museo, así como detalles sobre los importantes artefactos napoleónicos en el inventario.